# Marlo Chandler
Marlo Chandler es un personaje ficticio que aparece en los cómics estadounidenses publicados por Marvel Comics. Creada por el escritor Peter David, apareció por primera vez en The Incredible Hulk # 347 (septiembre de 1988) y se convirtió en un personaje secundario continuo, primero en ese libro y más tarde en la serie Captain Marvel publicada entre 1999-2004. Es la esposa de Rick Jones (un compañero perenne del Increíble Hulk) y fue la mejor amiga de Betty Ross, la esposa del alter ego de Hulk, Bruce Banner. Marlo también se representa como la anfitriona humana de Dama Muerte.
De acuerdo con su introducción durante una historia en la que Hulk estuvo involucrado con el crimen organizado, el nombre de Marlo combina los apellidos del detective ficticio Philip Marlowe (por ejemplo, Marlo) y su creador Raymond Chandler.

## Biografía ficticia
Marlo apareció por primera vez como instructora de aeróbic y natación y era un interés amoroso por el agente de seguridad del casino "Joe Fixit", que en realidad era el Hulk que se creía muerto y vivía de incógnito. Marlo desconocía su verdadera identidad. Ella lo dejó después de verlo cometer un asesinato brutal pero, después de que Hulk se acercó a ella en una rara muestra de emoción, su relación terminó de una manera más amistosa.
Más tarde apareció como la novia de Rick Jones, quien era el compañero de Hulk y el mejor amigo del alter ego de Hulk, Bruce Banner. Conoció a Rick mientras él estaba en una gira de promoción de sus memorias, Sidekick. Fue solo cuando Rick, sin saber de la relación anterior de Marlo con Hulk, le presentó a Bruce y a su esposa Betty, que Marlo descubrió que el Sr. Fixit era realmente Hulk, y que Bruce no era simplemente el amigo del Sr. Fixit sino su alter ego.
Poco después de esta introducción, Marlo asegurándole a Betty que no tenía nada de qué estar celosa ya que Bruce y Joe eran dos personas distintas y Bruce había sido inquebrantablemente leal a Betty, el psiquiatra Doc Samson integró las tres personalidades de Hulk (verde, gris y Banner), resultando en un ser que poseía un cuerpo permanente de Hulk con el rostro y la inteligencia de Bruce. Cuando Betty expresó su escepticismo sobre una relación continua con esta nueva versión de su esposo, se mudó con Marlo, con quien se convirtió en la mejor amiga.
Marlo fue asesinada a puñaladas por Jackie Shorr, una mujer trastornada que decía ser la madre biológica de Rick. Rick finalmente revivió a Marlo usando la tecnología del villano de Hulk conocido como Líder. Al principio no regresó del todo, y pasó algún tiempo en un estado casi vegetativo, solo salió de él y recuperó alguna forma de conciencia cuando sus hermanos intentaron emitir una orden judicial para cuidarla.
Rick y Marlo se casaron, aunque la boda estuvo a punto de cancelarse. En su despedida de soltero, Rick descubrió una película porno suave que mostraba a Marlo desnudándose en la playa, que fue una de varias películas de este tipo en las que apareció justo después de terminar la escuela secundaria, pero la pareja fue reconciliada gracias a la intervención de Hulk. Todos los supervillanos, desde los Kree hasta Mephisto, aparecieron en su boda, debido a las maquinaciones del Hombre Imposible. Los dos incluso se hicieron famosos mientras presentaban un exitoso programa de entrevistas llamado Keeping up with the Joneses. Durante este tiempo hicieron apariciones ocasionales en la serie Hulk; Marlo y Betty Banner (esposa de Bruce Banner) se hicieron amigas cercanas y vivieron juntas (nuevamente) por un tiempo hasta la prematura muerte de Betty.
Marlo y Rick se separaron por un tiempo, y ella se ocupó de dirigir la tienda de cómics de la pareja en el área de Los Ángeles. Ella y Rick se reunieron poco después de que él se uniera a Genis-Vell, el hijo del Capitán Marvel original, quien asumió ese manto él mismo. Poco después, Marlo fue amenazada por el Wendigo, un monstruo caníbal. Ella fue salvada por Hulk. Durante la serie Captain Marvel, Marlo quedó poseído por la personificación de la Muerte. La gran cantidad de poderes cósmicos la deja con un deseo de muerte literal, que se manifiesta como un cambio de realidad para adaptarse a los deseos de Marlo. Más tarde, después de llegar a comprender la situación, este talento desaparece cuando ella desea que se vaya. La propia tienda de cómics a menudo tenía historias que presentaban incidentes de la vida real que les sucedían a Marlo y Rick. Marlo pasó gran parte del tiempo molesta por un fantasma femenino que fumaba empedernido y que solo ella podía ver y oír. Este era el espíritu de la chica asesinada durante la debacle de Wendigo. Marlo jugó un papel importante en la serie Captain Marvel.
En un momento, ella desarrolla una atracción por la superheroína Dragón Lunar que sorprende a la pareja. Al principio, ambos no estaban seguros de qué hacer y antes de que pudieran explorar la posibilidad de que su esposo se llevara a Marlo. Cuando la verdad finalmente sale a la luz, Rick se hace a un lado para dejar que Marlo y Heather descubran qué puede ser. Después de que pasa un tiempo, Marlo y Heather se separan cuando Marlo se da cuenta de que, sean cuales sean los sentimientos que tenía, eran más fuertes hacia Rick. Heather, con el corazón roto, afirma que debe haber usado inconscientemente su telepatía para enamorar a Marlo. Esto no es cierto, solo Heather intenta facilitarle la separación a Marlo.
Cuando terminó la serie Captain Marvel, Rick, ahora separado de Capitán Marvel, y Marlo fueron vistos por última vez felizmente enamorados y le dieron a su matrimonio una segunda oportunidad.
Marlo desapareció durante algún tiempo y se reveló que había sido secuestrada por el Líder. El Líder la convirtió en una nueva versión de la Arpía. Después de manipularla telepáticamente, el Líder la envió a luchar contra Bruce Banner y Skaar. Luego, cuando reconoció a Rick al regresar de su forma de A-Bomb, volvió a la normalidad y se reunió con Rick.
Durante la historia de World War Hulks, ella como Arpía ayuda a A-Bomb a luchar contra Ulik después de evitar un desastre en las vías del tren que destruyó. Cuando Ulik comienza a estrangular a Marlo, A-Bomb la salva y derrota a Ulik.
Durante la historia de la Guerra del Caos, Doctor Strange le revela a Hulk y sus aliados que Marlo es ahora un factor crucial en la guerra. Debido a su tiempo como anfitriona de la Muerte, Marlo podría servir como un "sustituto de la Muerte" si es descubierta, lo que resultaría en que todos los que actualmente están simplemente inmovilizados por el Infierno sean asesinados por el fuego del infierno. Marlo pronto usa su conexión con la Muerte para traer a Doc Samson, Jarella, Hiroim y Rebecca Banner de entre los muertos para ayudar a Hulks en su lucha contra un resucitado Abominación, un Doctor Strange poseído por Zom y las fuerzas de Amatsu-Mikaboshi. Marlo Chandler luego usa su conexión con la Muerte para liberar al Doctor Strange de Zom y enviar a Abominación de regreso a la otra vida.
Marlo aparentemente reaparece en Las Vegas algunos años después. para hablar con Ben Reilly, el clon de Spider-Man, recientemente devuelto a la vida y después de haber pasado un tiempo actuando como el nuevo Chacal, pero pronto se revela que esto es en realidad la Muerte, usando el cuerpo de Marlo para hablar con Reilly debido a su anterior enlace.

## Poderes y habilidades
Marlo Chandler es una experta gimnasta y nadadora.
Durante un tiempo, Marlo poseyó un poder de "deseo de muerte" después de que sirvió como anfitriona del ser cósmico conocido como Muerte, lo que resultó en que pudiera moldear inconscientemente la realidad cuando pedía deseos, aunque este poder solo funcionaría si no lo estaba. tratando conscientemente de usarlo. Eventualmente borró este poder después de desear no tenerlo más. Se ha revelado que la conexión con la Muerte se puede reavivar en circunstancias extremas, lo que le permite acceder a los poderes del ser cósmico Señora Muerte.
Como la nueva Arpía, Marlo tenía una fuerza sobrehumana y durabilidad, así como la capacidad de volar y disparar rayos de energía de sus manos. 

## Otras versiones
La versión Universo Ultimate de Marlo Chandler hizo una breve aparición como anfitriona en un restaurante de Kansas que fue visitado por Hulk y Princesa Poder.
En Ruins, Marlo Chandler aparece como una adicta a la morfina que vive con Rick Jones, quien ha contraído cáncer por la Bomba Gamma.